# المساليت
المساليت بلغة المساليت"kamasara" كَامَسَرَا، وهي مجموعة عرقية تسكن إقليم دارفور غرب السودان وشرق تشاد، تتحدث اللغة المساليتية ‏، واللغة نيلية صحراوية. ويبلغ عدد أفرادهم حوالي 250.000 نسمة في 1983. وفيما بين (1884 - 1921) أسست تلك المجموعة دولة باسم دار المساليت.

## تاريخ المساليت
تنحدر قبيلة المساليت من مجموعة قبائل وسط أفريقيا جنوب الصحراء الكبرى في المنطقة المعروفة حاليا بدارفور حيث كانوا جزءا من كل الممالك المتعاقبة على المنطقة من سلطنة التنجر حتى سقوطها في القرن السابع عشر للميلاد ثم سلطنة الفور حتى الغزو البريطاني لدارفور ومقتل على دينار 1916 وكان للمساليت حاكوره «أراضي» كبيرة في غرب السلطنة تعرف بدار المساليت حيث قسم السلطان سليمان سولونغ 1640-1670 دارفور إلى حواكير «أراضي» لمختلف قبائل السلطنة حسب قوتها ومكانها

### المساليت والفرنسيين
في خضم السباق الاستعماري لأفريقيا تنافست كل من بريطانيا وفرنسا وإيطاليا على حكم السودان فبعد معركة كرري 2 سبتمبر 1898 واحتلال أم درمان تمكن السلطان على دينار من الاستقلال بدارفور واحتفظ بعلاقات جيده مع الحكومة الاستعمارية حتى الحرب العالمية الأولى حيث أظهر بيعته للسلطان العثماني فقامت بريطانيا بغزو دارفور وقتله 22 مايو 1916 وأسقطت فرنسا حكم رابح بن الزبير 1900 وكانت لها تطلعات لغزو دارفور حيث واجهت المساليت.

### المساليت وأكل لحوم البشر
شاع لدى الفرنسيين الهاربين من الهزيمة في غرب السودان أن المساليت من آكلي لحوم البشر حيث يقول مؤرخي المساليت أنه من ضمن خطط المساليت التي أعدوها لهؤلاء الغزاة إشاعة الرعب فيهم حيث أنهم كانوا كلما يأسرون جندياً من جنود العدو (أغلبهم مجندين من غرب أفريقيا) يذبح ثم يشوى على النار كالشاة، ثم يترك للسباع لكي تأكله تخويفاً لهم، ففزعت جيوش العدو باعتبار أن المساليت يأكلون جنودهم واستدلوا بقول السلطان لقائدهم (فإن رجال المساليت جوعى وعطشى..الخ) فمن تبقى دخل فيهم الرعب والهلع ففروا هاربين.[بحاجة لمصدر]

## النشاط الاقتصادي
تعتبر قبائل المساليت من القبائل الزراعية ومن أشهر محاصيلهم التبغ، الذرة الرفيعة، السمسم، الفول السوداني، البامية، الطماطم، الفلفل، الكركديه، وكثير من المحصولات الزراعية والنقدية، كما أنهم خبراء في تلقيح أشجار الفواكه، من المانجو والجوافة والبرتقال والببايا وغيرها من الفواكه الموسمية، فأراضيهم ومناخهم شديدة الخصوبة لأن مناخهم وحالة طقسهم المعتدل يساعدهم على ذلك، لأجل ذلك يزرعون أراضيهم عن طريق الزراعة المطرية وقليل من الزراعة المروية، على شواطئ ومسايل وديانهم الموسيمية المتعددة، وذلك بالطرق البدائية المتخلفة، لأن كل الحكومات التي مرت بالبلاد تجاهلت حقوقهم تماماً ولم توجه في كيفية تطوير العمل الزراعي والصناعي.
والمساليت أيضاً يمتهنون حرفة الرعي لأنهم يربون المواشي الأليفة المختلفة ومن كل أنواعها، من الأغنام والأبقار والجمال والخيول والحمير وغير ذلك، ولكن بالطرق البدائية التي ورثوها من أجدادهم السابقين.
يرجع نسب المساليت إلى جعفر الصادق بن محمد الباقر بن علي زين العابدين بن الحسين بن علي بن أبي طالب بن أبي طالب[بحاجة لمصدر] كما هو مذكور في كتاب عون الشريف قاسم قبائل السودان وكتاب ماكمايكل تاريخ العرب في السودان وكما هو موجود أنهم هاجروا من تونس من منطقة الجناين جنوب تونس لذلك سمو مدينة الجنينة في السودان عليها.
وخشوم أبوابهم هي: وجدهم يسمى أحمد المصلط إلى جعفر الصادق:
1. منجري
2. مانجري
3. مسلات
4. مسترين
5. منديرا
6. مراريت (وهي قبيلة وجدهم هو عبد الصادق المسلاتي)
7. ابدراق
8. اجمونق
9. امونونق
10. اسومونق
11. ديسونق
12. داجو (وهي قبيلة)
13. سربونق (ومنهم سلاطين المساليت: سعد بن عبد الرحمن بن محمد بحرالدين بن ابكر بن إسماعيل بن عبد النبي)
14. فورنونق
15. فوكونيونق
16. قريسن (ومنهم ملك قريضة: يعقوب بن نصر الدين)
17. كيريونق
18. كوسوبى
19. نيرنونق
20. مركرنق